# Torrecilla de la Abadesa
Torrecilla de la Abadesa es un municipio y localidad de España, en la provincia de Valladolid, comunidad autónoma de Castilla y León. Sus tierras pertenecieron al Monasterio de Santa Clara de Tordesillas, hasta 1868, en que pasó al Estado tras la Revolución de 1868. Los arqueólogos Federico Wattenberg y Pedro de Palol descubrieron por la zona algunos enterramientos romanos. Torrecilla contó con una industria de cerámica durante los siglos XVI al XVIII. Se fabricaban tejas y ladrillos.

## Geografía
Integrado en la comarca de Tierra del Vino de la provincia de Valladolid, se sitúa a 42 kilómetros de la capital provincial. El término municipal está atravesado por la carretera N-122, en el pK 401, y por una carretera local que comunica con Tordesillas y con la ermita de la Virgen. Su término municipal se reparte en dos partes prácticamente iguales en superficie, separadas por un exclave perteneciente al término municipal de Tordesillas. El relieve del municipio es prácticamente llano, por encontrarse en la misma ribera del río Duero, el cual hace de límite por el sur. La altitud oscila entre los 712 metros en un cerro cercano al pueblo y los 660 metros a orillas del Duero. El pueblo se alza a 675 metros sobre el nivel del mar. 
| Noroeste: Pedrosa del Rey | Norte: Villalar de los Comuneros, Bercero y Tordesillas | Noreste: Tordesillas |
| Oeste: Castronuño         |                                                         | Este: Tordesillas    |
| Suroeste: Pollos          | Sur: Pollos                                             | Sureste: Pollos      |

## Historia

### SigloXIX
Así se describe a Torrecilla de la Abadesa en la página 79 del tomo XV del Diccionario geográfico-estadístico-histórico de España y sus posesiones de Ultramar, obra impulsada por Pascual Madoz a mediados del siglo XIX:

TORRECILLA DE LA ABADESA

Lugar con ayuntamiento en la provincia, audiencia territorial, capitanía general y diócesis de Valladolid (6 leguas), partido judicial de Mota del Marqués (3).
Situado en la margen derecha del río Duero a la falda occidental de una colina, con libre ventilación, despejada atmósfera y saludable clima.
Tiene 110 casas; escuela de instrucción primaria, de cuarta clase, frecuentada por 20 alumnos; una hermosa fuente, de buenas aguas, con 2 arcos y 2 albercas para abrevar los ganados; una iglesia parroquial (San Esteban Protomártir), en la que se ven 2 buenas estatuas de los Apóstoles San Pedro y San Pablo, y su curato es de provisión de las monjas claras de Tordesillas.
Confina el término con los de Tordesillas, Villavieja y los despoblados de Villalor y San Juan de la Guada; dentro de él se encuentran las ermitas del Humilladero y Nuestra Señora de la O.
El terreno bañado por el Duero es pedregoso, arenisco, de mediana calidad y en lo general llano; comprende un monte pinar.
Caminos: los locales en regular estado.
Correo: se recibe y despacha en la estafeta de Tordesillas.
Producciones: cereales, legumbres, vino, zumaque, leñas de combustible, y pastos con los que se mantiene ganado lanar y las yuntas necesarias para la labranza.
Industria: la agrícola y algunos de los oficios y artes mecánicas más indispensables.
Población: 80 vecinos, 320 almas.

Capital productivo: 1.978.900 reales. Imponible: 197.890. Contribución: 12.328 reales 29 maravedíes.

## Geografía humana

### Demografía
Cuenta con una población de 250 habitantes (INE 2024).
| Gráfica de evolución demográfica de Torrecilla de la Abadesa entre 1842 y 2021                                        |
| |
| Población de derecho según los censos de población del INE. Población de hecho según los censos de población del INE. |

## Administración y política

### Alcaldes
| Legislatura | Nombre                        | Partido político |
| ----------- | ----------------------------- | ---------------- |
| 1979–1983   |                               |                  |
| 1983–1987   |                               |                  |
| 1987–1991   |                               |                  |
| 1991–1995   |                               |                  |
| 1995–1999   |                               |                  |
| 1999–2003   |                               |                  |
| 2003–2007   | José Gonzalo Vidal Finistrosa | Partido Popular  |
| 2007–2011   | María Sanz de Pablo           | Independiente    |
| 2011–2015   | María Sanz de Pablo           | Partido Popular  |

## Patrimonio

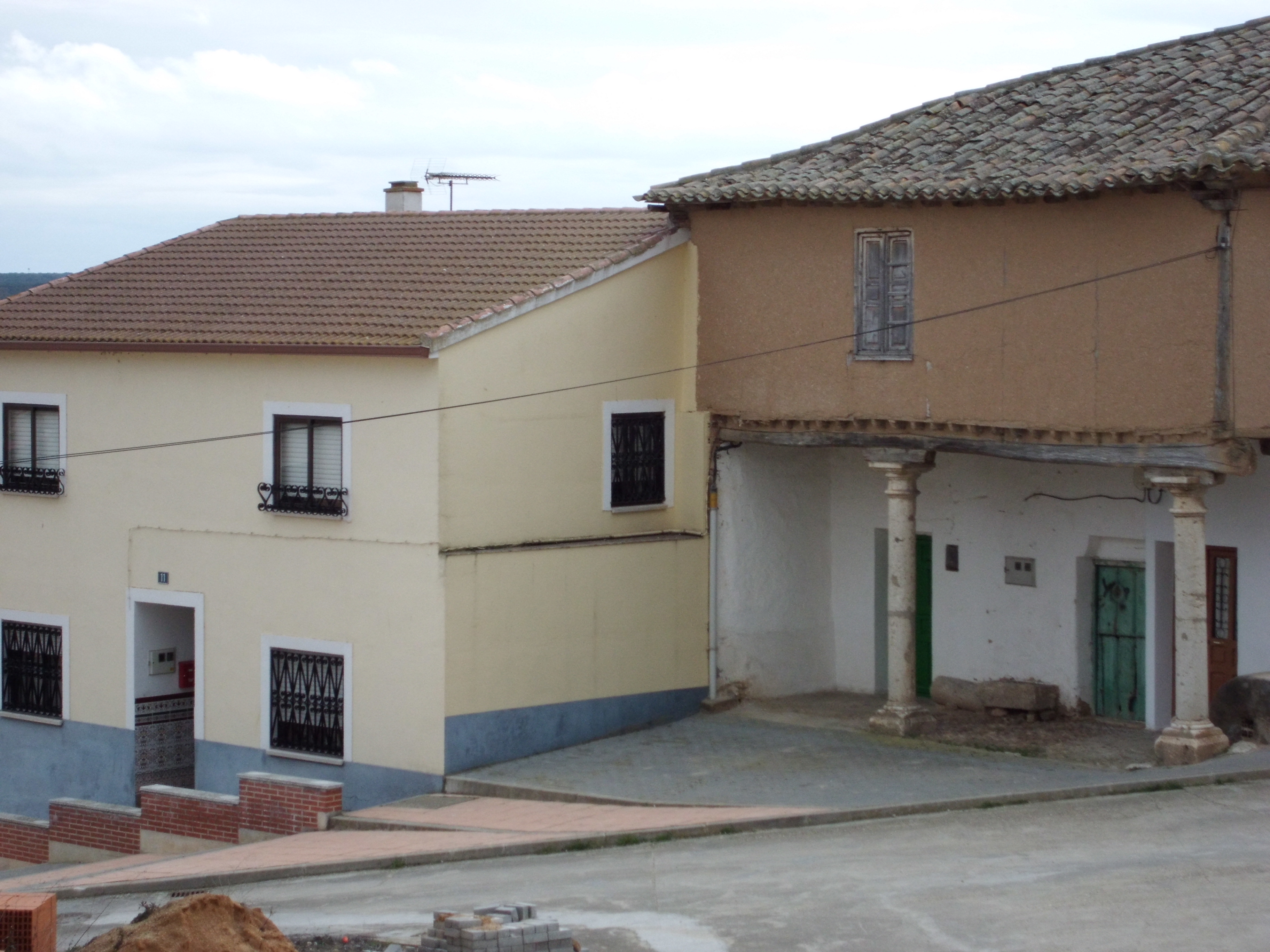
Casa de arquitectura popular; se supone que pertenecía a la abadesa de Tordesillas

El caserío se extiende con casas de arquitectura tradicional y moderna; la iglesia lo domina desde lo alto de una cuesta. Las casas son de uno o dos pisos y están hechas en ladrillo o en adobe. Frente a la iglesia y al pie de la escalinata de acceso hay una casa antigua construida en adobe con entramado de madera. Tiene dos pisos: el inferior con un soportal con dos columnas de piedra de orden toscano y zapatas lisas de madera. La tradición dice que perteneció a las monjas de Tordesillas y que en ella descansó en múltiples ocasiones la abadesa Manuela Rascón. De esta abadesa se cuenta que celebró la cena de Nochebuena con Napoleón en 1808. Existe también en la calle Matadero una casa antigua de ladrillo con un arco de piedra y herrajes singulares en las ventanas.

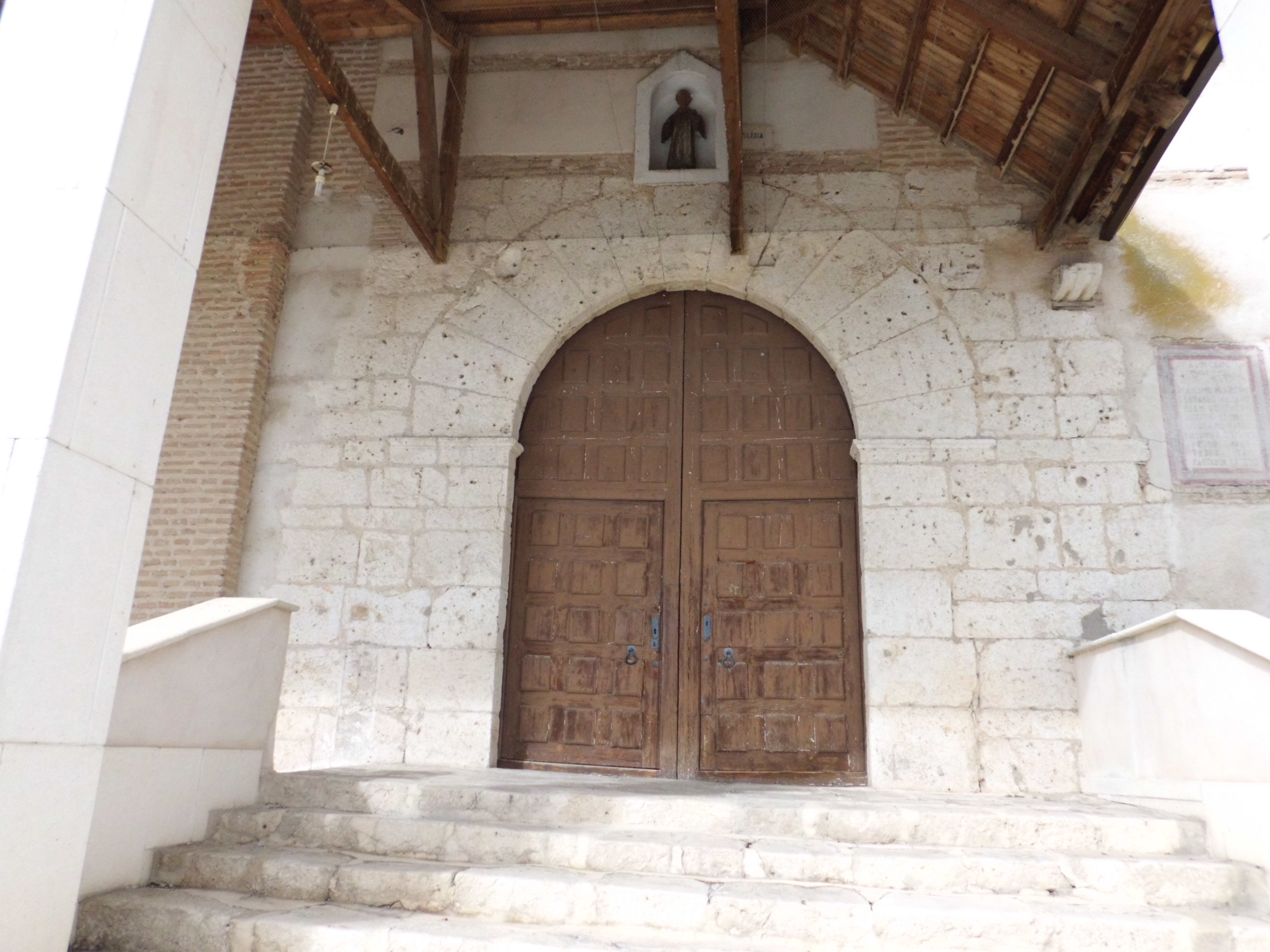
Puerta de entrada con arco de dovelas; arriba la imagen de San Esteban

La iglesia parroquial está dedicada a San Esteban. Es un edificio construido en los siglos XVI y XVII. Sus tres naves están separadas por pilares cruciformes y son de la misma altura; se cubren con bóvedas de cañón con lunetos en la nave central y de arista en las laterales. La capilla mayor es de planta rectangular cubierta con bóveda de arista. Cuenta con un coro bajo a los pies y con un órgano situado en el lado del Evangelio. En el exterior se aprecia el ábside rectangular con contrafuertes en los ángulos. La torre, construida en ladrillo se levanta sobre la cabecera. Tiene dos cuerpos, el de abajo es casi ciego, con unas aberturas (saeteras) muy estrechas; el segundo tiene los vanos de medio punto para albergar las campanas. Toda la iglesia está construida en ladrillo y tapial salvo la portada que es de piedra con arco de medio punto y dovelas. Por encima de la clave del arco hay una pequeña hornacina que contiene una escultura gótica de madera de San Esteban, el titular del templo.

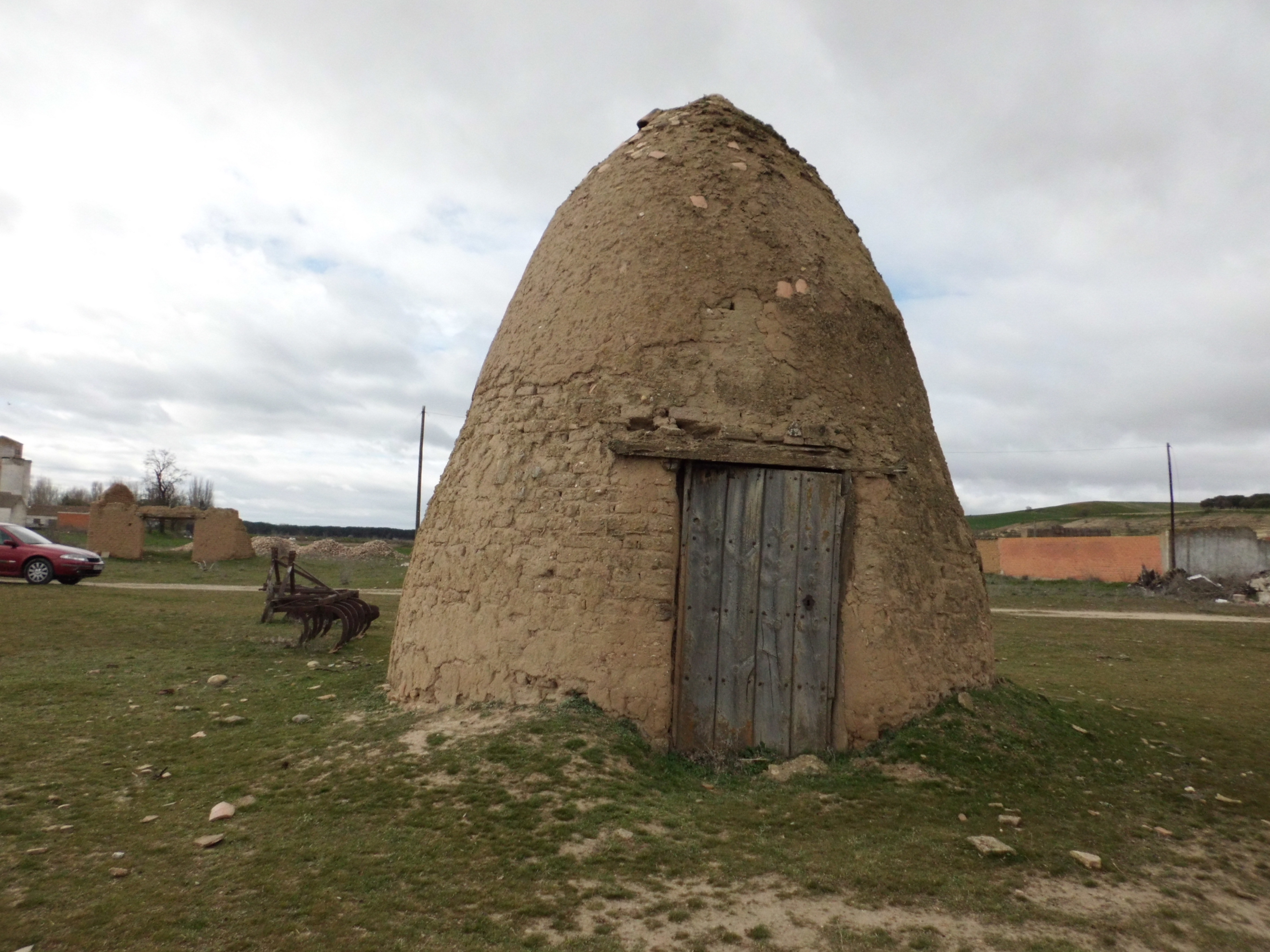
Cabocha en las antiguas eras

En las antiguas eras, situadas al final del pueblo hacia el sur pueden verse todavía tres casetas para guardar aperos de labranza y atalajes que llaman «cabochas». Están hechas de barro y tienen forma de bala de cañón con cúpula muy apuntada. Por fuera están revestidas con una capa bastante gruesa de barro y paja; este revestimiento requería un mantenimiento periódico incrustando a veces trozos de teja o tejones; por dentro estaban enfoscadas de barro. Su diámetro exterior mide 4,60 m, el interior 3,60 m, la altura es de 4,60 m. Tienen una puerta de madera que a veces es un trillo en desuso limitado por arriba con un cargadero o dintel en el que gira la gorronera. La puerta está orientada al este; equidistantes a ella hay dos agujeros de 0,20 m a modo de ventanucos.
La ermita del humilladero del Cristo se encuentra a la salida del pueblo por el camino hacia Tordesillas. Es obra del siglo XVI. Fue propiedad de la cofradía de la Vera Cruz. En su día se construyó en una encrucijada de caminos, como era costumbre para los humilladeros, dejando a la derecha del caminante o viajero que partía del lugar, el edificio; de esa manera sabía cual era el camino principal a seguir. Está construido en tapial y ladrillo. Es de planta cuadrada y su puerta de acceso tiene arco de medio punto. El tejado es a cuatro aguas y sobre él y en un extremo del muro de la fachada principal se levanta una espadaña muy pequeña que tiene un hueco para el esquilín. El alero es bastante amplio y está adornado con esquinillas y teja vana. En su fachada principal tiene un pequeño pórtico cuya estructura se apoya en dos columnas toscanas ejecutadas en épocas más recientes que el resto. La cruz o crucero que hay en el espacio delantero está documentada, tanto su ejecución como el coste.

Humilladero de la Cruz
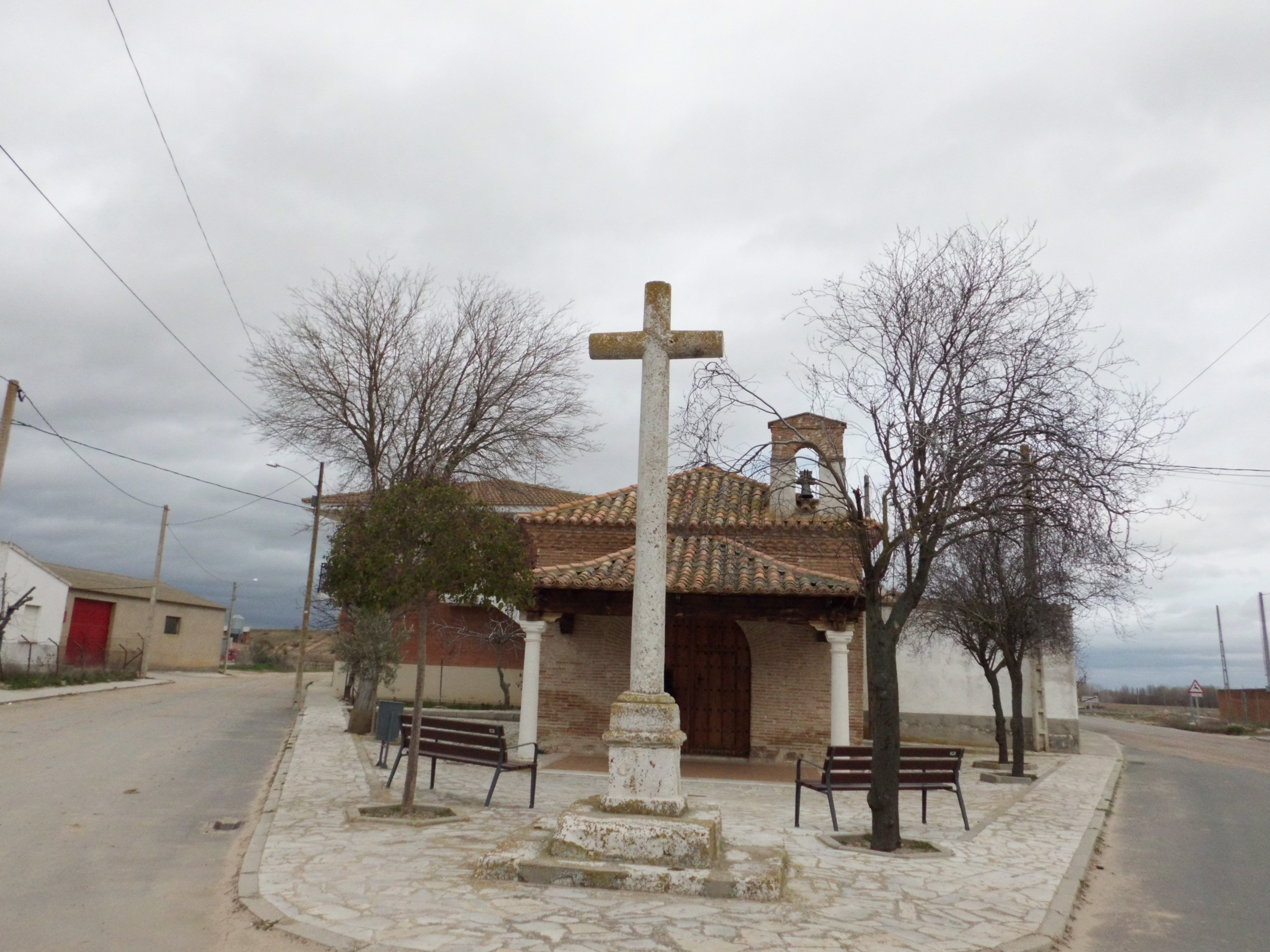
Vista general
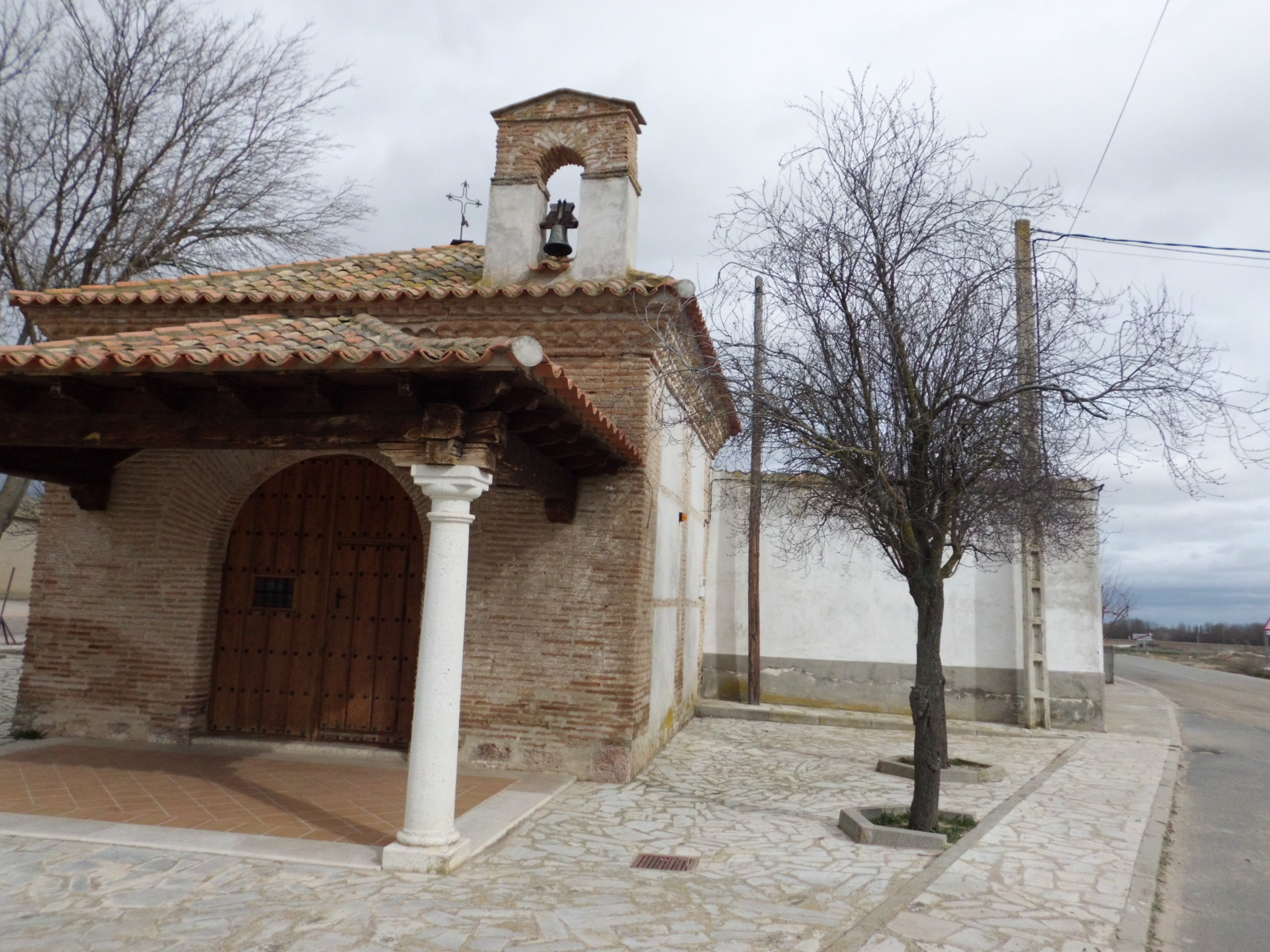
Espadaña y columna toscana
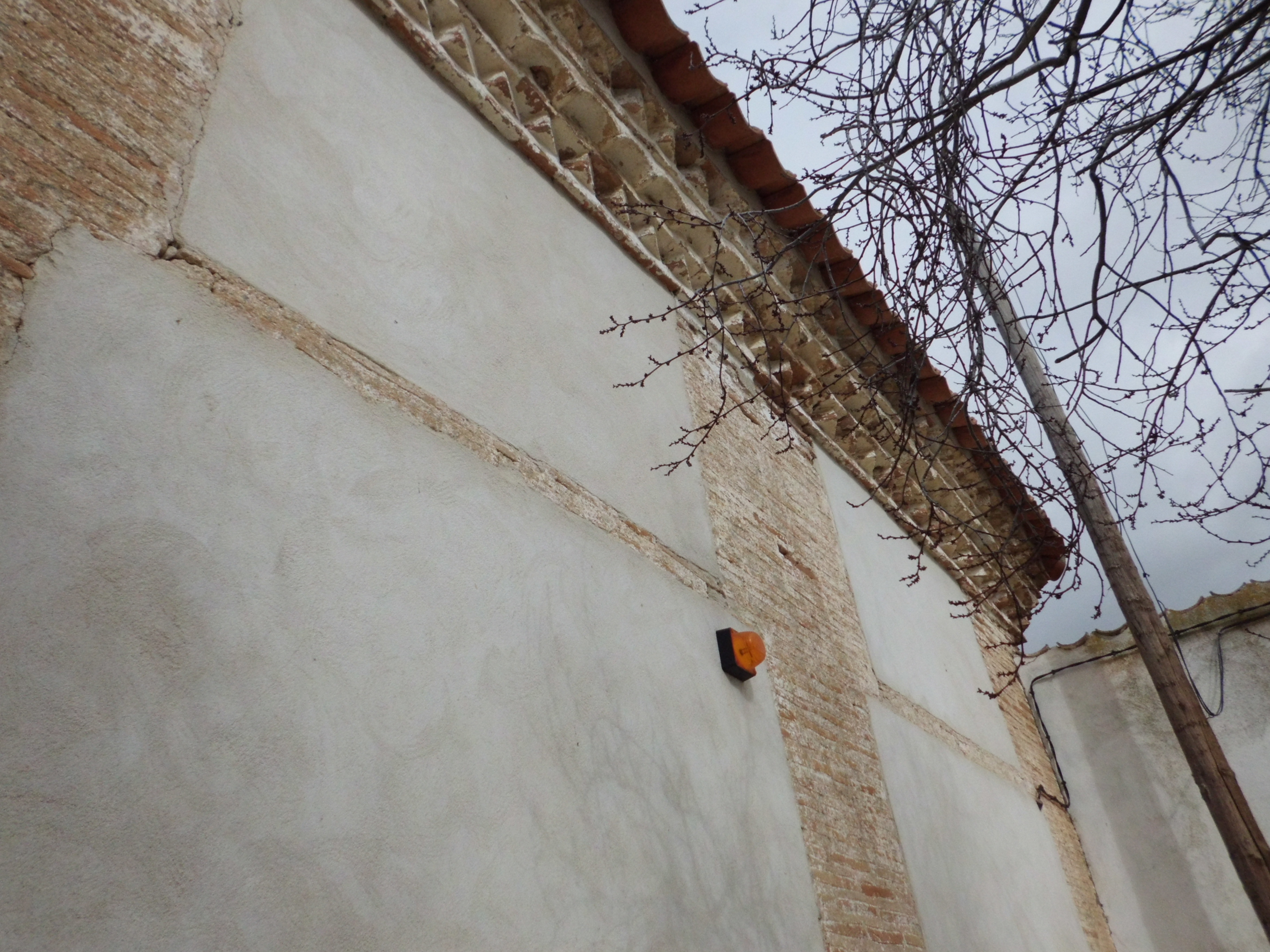
Alero con esquinillas y tejavana

## Cultura

### Patrimonio inmaterial
- San Antonio de Padua (13 de junio)
- San Roque (16 de agosto)
- San Esteban Protomártir (26 de diciembre)
- Santa Águeda (5 de febrero)